# Drapia
Drapia – miejscowość i gmina we Włoszech, w regionie Kalabria, w prowincji Vibo Valentia.
Według danych na rok 2004 gminę zamieszkiwały 2193 osoby, 104,4 os./km².